# Reginald Rose
Reginald Rose   (Nova York, 10 de desembre de 1920 - Norwalk, 19 d'abril de 2002) va ser un escriptor de cinema i televisió nord-americà, més conegut pel seu treball en els primers anys del drama televisiu. L'obra de Rose està marcada pel seu tractament de qüestions polítiques socials i controvertides. El seu enfocament realista fou especialment influent en els programes d'antologia de la dècada de 1950. És més conegut per escriure el drama de la sala de judicis Dotze homes sense pietat.

## Biografia
Rose va néixer a Manhattan, fill d'Alícia (Obendorfer) i William Rose, advocat. Rose va assistir a "Townsend High School" i va assistir breument al "City College" (ara part de la City University de Nova York) abans de servir a l'exèrcit dels Estats Units el 1942-46, on es va convertir en primer tinent.
Rose es va casar dues vegades: amb Barbara Langbart el 1943, amb qui va tenir quatre fills, i amb Ellen McLaughlin (no la dramaturga i actriu) el 1963, amb qui va tenir dos fills. Va morir el 2002 per complicacions d'insuficiència cardíaca.

## Televisió
Va vendre Bus to Nowhere, el seu primer guió per a la TV, el 1950 al programa d'antologia dramàtica en directe "Studio One", per al qual va escriure Dotze homes sense pietat quatre anys després. Aquest darrer drama, completament situat en una sala on un jurat està deliberant la sort d'un adolescent acusat d'assassinat, es va inspirar en el servei de Rose en un judici d'aquest tipus. L'obra es va convertir en la pel·lícula del mateix nom de 1957.

IMDb cita els records de Rose sobre aquesta experiència:
| « | <"Va ser un escenari tan impressionant, solemne en una gran sala de tribuna amb panells de fusta, amb un jutge amb cabells de plata, em va fer fora. Vaig quedar atabalat. Vaig estar en un jurat per una matança. I ens vam endinsar en aquest argument fantàstic, furiós, de vuit hores a la sala del jurat. Vaig estar escrivint drames d'una hora per a Studio One i vaig pensar, wow, què és el marc d'un drama."> | » |

 Rose va rebre un Emmy pel seu teleplay i una nominació a l'Oscar per la seva adaptació de llargmetratge de 1957. Rose va escriure per a les tres grans xarxes de difusió de 1950 a 1980. Va crear i escriure per a "The Defenders" el 1961, un drama setmanal en sala de tribunals que va partir d'un dels episodis de Rose de "Studio One"; "The Defenders" va guanyar dos premis Emmy per escriptura dramàtica.
Rose va co-escriure la pel·lícula de televisió de 1986 My Two Loves ("Els meus dos amors"), protagonitzada per Mariette Hartley i Lynn Redgrave. El seu teleplay The Incredible World d'Horace Ford va ser la base d'un episodi de The Twilight Zone el 1963 protagonitzat per Pat Hingle, Nan Martin i Ruth White. L'episodi es va emetre el 18 d'abril de 1963 a CBS com a Episodi 15 de la Quarta temporada. El tema era com es glorifica el passat sempre per la repressió i l'autocensura dels aspectes negatius: recordem el bé mentre oblidem el dolent. El teleobjectiu havia aparegut originalment com un episodi de "Studio One" el 1955.

## Pel·lícules
Rose va ser guionista de molts drames, començant per Crime in the Streets (1956), una adaptació del seu teleplay de 1955 per a The Elgin Hour. Va fer quatre pel·lícules amb el productor britànic Euan Lloyd: The Wild Geese, The Sea Wolves, Who Dares Wins i Wild Geese II.

## Plays
- The Porcelain Year (1950)
- Twelve Angry Men (1954)
- Black Monday (1962)
- Dear Friends (1968)
- This Agony,
- This Triumph (1972).